# 桂文之助
桂 文之助（かつら ぶんのすけ）は、落語家の名跡。上方と江戸の二流あり、上方の方は2代目桂枝雀門下の桂雀松が2013年10月に襲名したが、江戸は空き名跡のままである。また、上方の方は大名跡である。

## 江戸初代 - 3代目
- 初代桂文之助 - 生没年不詳。初め司馬才治良の門人で才助を名乗り、後に文之助から我楽になったことが『落語家奇奴部類』に記されている。その他の詳細は不明。
- 2代目桂文之助 - 『文之助系図』によれば江戸4代目桂文治の門人で、あだ名を「ロビル（唇）」といった人が文之助を名乗ったという。嘉永初年頃の『昔噺連中枝葉鏡』、同4年の『昔はなし』などに見える「文之助」「文の助」が、この人かと思われる。
- 江戸3代目桂文之助 - 後の2代目三遊亭小圓朝。

## 江戸4代目
4代目 桂文之助（1855年8月14日 - 1922年10月1日）は、本名: 桂仙之助。享年68。
江戸4代目桂文治（渡邊平三郎）の次男とも三男ともいわれ、6代目桂文治の実弟に当たり、その弟子となる。桂文仙、文吉を経て、4代目文之助を襲名。落語家としては大成しなかったが、筆写が得意であったため、晩年は三遊派の書記や税務などを務めていた。1917年設立の演芸会社では高座に出ず事務員をした。その著『古今落語系圖一覽表(文之助系図)』は貴重な資料となっている。

## 江戸5代目
5代目 桂文之助（生没年不詳）は、本名: 桂 東三。享年不詳。
6代目桂文治の実子。初め神田の商家に奉公し、年季明けの後に3代目三遊亭圓橘の門下で橘三となる。大正に入り、北海道の小樽で花の家蝶六と名乗り幇間となる。1917年、落語界に復帰し、翁家寿々馬を名乗り柳派に加入。1920年6月上野鈴本上席で真打格の披露、1922年、叔父に当たる4代目文之助の死後、その名を継ぐ。

## 上方
- 上方初代桂文之助 - 後の2世曽呂利新左衛門。
- 上方2代目桂文之助 - 本項にて記述。
- 上方3代目桂文之助 - 2代目桂枝雀門下の桂雀松が2013年10月に襲名。

2代目 桂文之助（1859年 - 1930年4月16日）は、本名: 山田萬次郎。享年72。

### 経歴
大坂新町の米屋の子。子供の頃に寺子屋の仲間に大阪を代表する歌舞伎役者の初代中村鴈治郎がいたという。1877年頃、初代桂文團治門下で初代桂小團治。後、初代文之助門下に移り、桂桂馬、艶文亭かしく（または「文の家かしく」「桂かしく」）、1884年頃、再度小團治、翌年、またもかしくを経て、1900年6月14日、2代目桂文之助を襲名。また「文の家文之助」の名も用いている。
なお、改名襲名の順が史料によって異なっているのは、出席する寄席によって名前を「艶文亭かしく」「文の家かしく」「桂かしく」などと使い分け、文之助襲名後も「文の家文之助」を名乗ったりと、様々な使い分けをしていたためと思われる。
後年は、主に京都の寄席・笑福亭で真打として活躍。1910年、京都東山の高台寺に自身の扇子を奉納、1920年に完全に引退し高台寺に引退興行の代わりに石碑を建てた。境内に以前から営んでいた茶店「文の助茶屋」に亭主に専念（いわゆる芸能人プロデュースビジネスの嚆矢と言われている。現在も八坂上町に移転して営業）、悠々自適の余生を送った。「文の助茶屋」では主に甘酒を売っていたという。この引退の裏には、漫才に圧倒されつつあった当時の上方落語界に対する憤懣があったようである。墓所は京都市東山区圓徳院。

### 人物
性格は実直で、噺家には珍しく酒・賭博の類いには手を染めなかった。
また、頭の回転が非常に速く、皮肉や警句を得意としていた。多くの新作も物にし、今もしばしば演じられる『動物園』や『指南書』『象の足跡』『電話の散財』（2代目林家染丸の十八番となる）『地震加藤』などは、この2代目文之助の作と言われる。
SPレコードも2枚残されており、『食道楽・壺の見舞』『犬の噺・満員電車』『御伽噺・壷の見舞い』『御伽噺・犬のまじない』等がある。
弟子には文の家春之助、初代桂春輔、文の家恋しく（後に漫才に転じ文の家恋しく・たより）がいた。
なお、初代森乃福郎は3代目桂文之助を継承したい意向があったが、これは福郎の師匠が、2代目文之助の実子に当たる3代目笑福亭福松（2代目文の家かしく）であったことに由来する。